# Vete-Katten

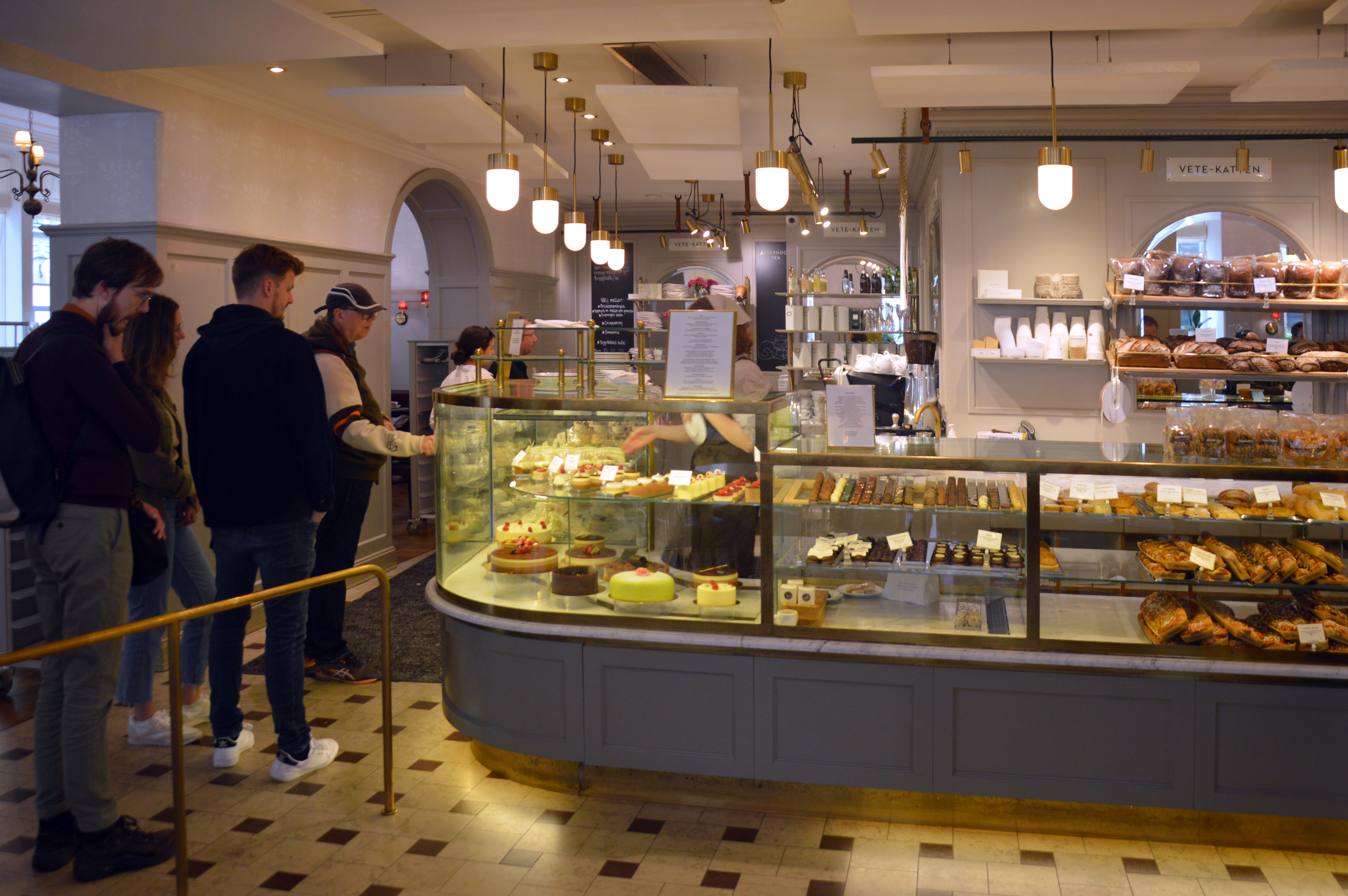
Interiör av Vete-Katten på Kungsgatan.

Vete-Katten är ett konditori i hörnet Kungsgatan 55 i Stockholm. Det har även ett antal mindre enheter på S:t Eriksgatan 41, i Åhlens City, Stockholms centralstation, Karolinska sjukhuset, Hotel Continental samt Gallerian i Stockholm. Vete-Katten grundades 1928 av Ester Nordhammar som konditori och bageri samt chokladtillverkning. Namnet skapades enligt ryktet då den första ägarinnan gav svaret "Det vete katten" på frågan om vad inrättningen skulle kallas. Vete-Katten har alltid varit rökfritt. År 1979 tog Agneta och Östen Brolin över företaget och drev det fram till september 2012 då företaget såldes till bland andra mästerkonditor Johan Sandelin, som arbetat i företaget sedan 1997.